# Eberhard Sinner

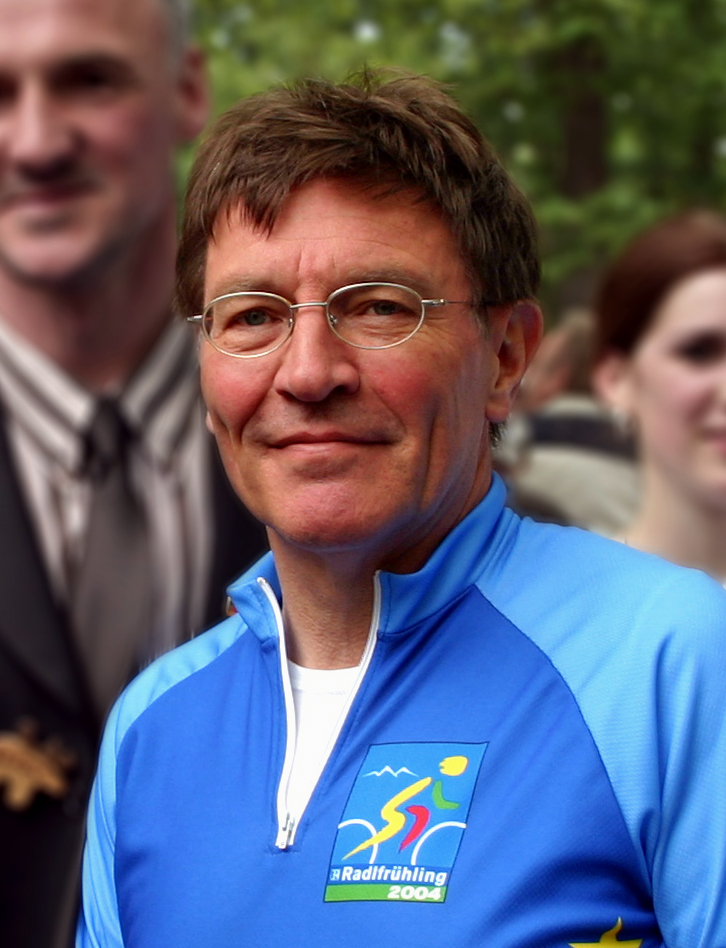
Eberhard Sinner 2004 in Schweinfurt

Eberhard Sinner (* 20. November 1944 in Würzburg) ist ein deutscher Politiker. Als Abgeordneter der CSU gehörte er von 1986 bis 2013 dem Bayerischen Landtag an. Von 2001 bis 2003 fungierte er als Bayerischer Staatsminister für Gesundheit, Ernährung und Verbraucherschutz und im Anschluss als Bayerischer Staatsminister für Bundes- und Europaangelegenheiten, von November 2005 bis Oktober 2008 war er als Staatsminister Leiter der Bayerischen Staatskanzlei.

## Ausbildung und Beruf
Nach dem Abitur 1963 absolvierte Sinner ein Studium der Forstwissenschaft in München und Freiburg im Breisgau, welches er 1968 als Diplom-Forstwirt abschloss. Sein anschließendes Referendariat in der Bayerischen Staatsforstverwaltung beendete er 1970 mit der Großen Forstlichen Staatsprüfung. Er trat dann in den Dienst des Freistaates Bayern ein und war erst im Staatsministerium für Ernährung, Landwirtschaft und Forsten und dann ab 1974 bei der Bayerischen Landesvertretung in Bonn tätig. Von 1978 bis 1986 leitete er das Forstamt in Gemünden am Main.

## Familie
Eberhard Sinner ist verheiratet und hat zwei Kinder. Sein Bruder Karl Friedrich Sinner war Leiter des Nationalparkes Bayerischer Wald.

## Partei
Seit 1970 ist er Mitglied der CSU. Sinner war bis 2011 stellvertretender Vorsitzender des CSU-Bezirksverbandes Unterfranken.

## Abgeordneter
Von 1978 bis 1996 war er Mitglied des Stadtrates von Lohr am Main und gehört seit 1978 dem Kreistag des Landkreises Main-Spessart an. 
Von 1986 bis 2013 war er Mitglied des Bayerischen Landtages. Er vertrat den Stimmkreis Main-Spessart (Wahlkreis Unterfranken).

## Öffentliche Ämter
Am 30. Januar 2001 wurde er als Staatsminister für Gesundheit, Ernährung und Verbraucherschutz in die von Ministerpräsident Edmund Stoiber geleitete Staatsregierung des Freistaates Bayern berufen. Vom 14. Oktober 2003 an war Sinner Staatsminister für Europaangelegenheiten und regionale Beziehungen in der Bayerischen Staatskanzlei. Am 29. November 2005 löste er Erwin Huber, der als Nachfolger von Otto Wiesheu Staatsminister für Wirtschaft, Infrastruktur, Verkehr und Technologie wurde, als Chef der Staatskanzlei ab. Unter Ministerpräsident Günther Beckstein blieb er in diesem Amt. In dieser Zeit war er als zuständiger Medienminister auch Vorstandsvorsitzender des MedienCampus Bayern, dem Dachverband für die Medienaus- und -weiterbildung in Bayern. Nach der Landtagswahl 2008 wurde er von Ministerpräsident Horst Seehofer nicht erneut berufen. Er ist Medienpolitischer Sprecher der CSU-Landtagsfraktion und Vertreter des Bayerischen Landtags im Rundfunkrat des Bayerischen Rundfunks.
Sinner betätigte sich zudem als Kreisvorsitzender des Bayerischen Roten Kreuzes Main-Spessart. Sinner ist Präsident des Ost-West-Wirtschaftsforum Bayern e. V., Vorsitzender des Medien-Club München e. V. und 2. Vorsitzender des Bündnisses für Bildung e. V. (BfB).

## Ehrungen
- 2006: Bayerische Verfassungsmedaille in Gold
- 2009: Verdienstkreuz am Bande der Bundesrepublik Deutschland
- 2004: Bayerischer Verdienstorden